# La follia non ha età
La follia non ha età è un singolo del rapper italiano Leon Faun pubblicato il 3 luglio 2020.

## Descrizione
Esiste una versione remix inclusa nel primo album del rapper.

## Video musicale
Pubblicato il 7 luglio, diretto da Peter Marvu, si distacca dai classici video del rapper.

## Tracce

### Standard
Testi di Leon de la Vallée, musiche di Alessio Marullo.
1. La follia non ha età – 3:02

### Remix
Testi di Leon de la Vallée, Daniele Ceccarone, musiche di Alessio Marullo.
1. La follia non ha età Rmx (feat. Dani Faiv) – 2:51